# Camilo Pérez Pastor
Camilo Pérez Pastor (Pego, 1843 - 25 de juliol de 1926) fou un polític valencià, diputat a Corts durant la I República Espanyola.

## Biografia
Inicialment va ingressar al Seminari de València, però el va deixar el 1863 i el 1864 va marxar a Madrid a estudiar dret, on es va veure embolicat en els fets de la nit de Sant Daniel (1865) i va col·laborar als diaris El Pueblo i La Igualdad, de caràcter republicà federal.
Cap dels progressistes de Pego, va participar en la revolució de 1868 i fou president de la Junta Republicana de Pego. Fou candidat per Alcoi a les eleccions generals espanyoles de 1869, però va intentar aixecar els municipis de la Marina Alta com a part de la revolta republicana de Froilán Carvajal (insurrecció federalista de 1869); en fracassar, va fugir a Alger i d'ací a Marsella, d'on va tornar quan es dictà l'amnistia de 1870.
El 1871 va representar, juntament amb Emigdio Santamaría Martínez la província d'Alacant a la Segona Assemblea del Partit Republicà Democràtic Federal, amb el que fou elegit diputat pels districtes de Dénia i Llucena a les eleccions generals espanyoles de 1873. El 1874 va votar contra el nomenament d'Emilio Castelar i va reprovar els fets del petrólio.
El 1880 va signar el manifest del Partit Republicà Progressista i el 1881 el Manifest Republicà-Progressista impulsat per Nicolás Salmerón. Fou candidat republicà per Pego a les eleccions generals espanyoles de 1891, 1893 i 1901, tot presidint l'Assemblea que el 1897 donà origen a la Fusió Republicana. El 1903 va formar part de la nova Unió Republicana de Nicolás Salmerón, de la que en fou candidat per Alcoi a les eleccions generals espanyoles de 1905 i 1907. Alhora, va donar suport als projectes de Solidaritat Alacantina (1908) i a la Conjunció Republicano-Socialista. Tanmateix, el 1913 es va afiliar al Partido Reformista de Melquíades Álvarez, i finalment el 1921 va ingressar al sector ciervista del Partit Liberal Conservador, amb el qual fou nomenat president de la Diputació d'Alacant.